# (18160) Nihon Uchu Forum
(18160) Nihon Uchu Forum est un astéroïde de la ceinture principale.

## Description
(18160) Nihon Uchu Forum est un astéroïde de la ceinture principale. Il fut découvert le 7 août 2000 au Bisei Spaceguard Center par le programme BATTeRS. Il présente une orbite caractérisée par un demi-grand axe de 3,02 UA, une excentricité de 0,13 et une inclinaison de 10,7° par rapport à l'écliptique.

## Compléments